# Vernaccia di San Gimignano

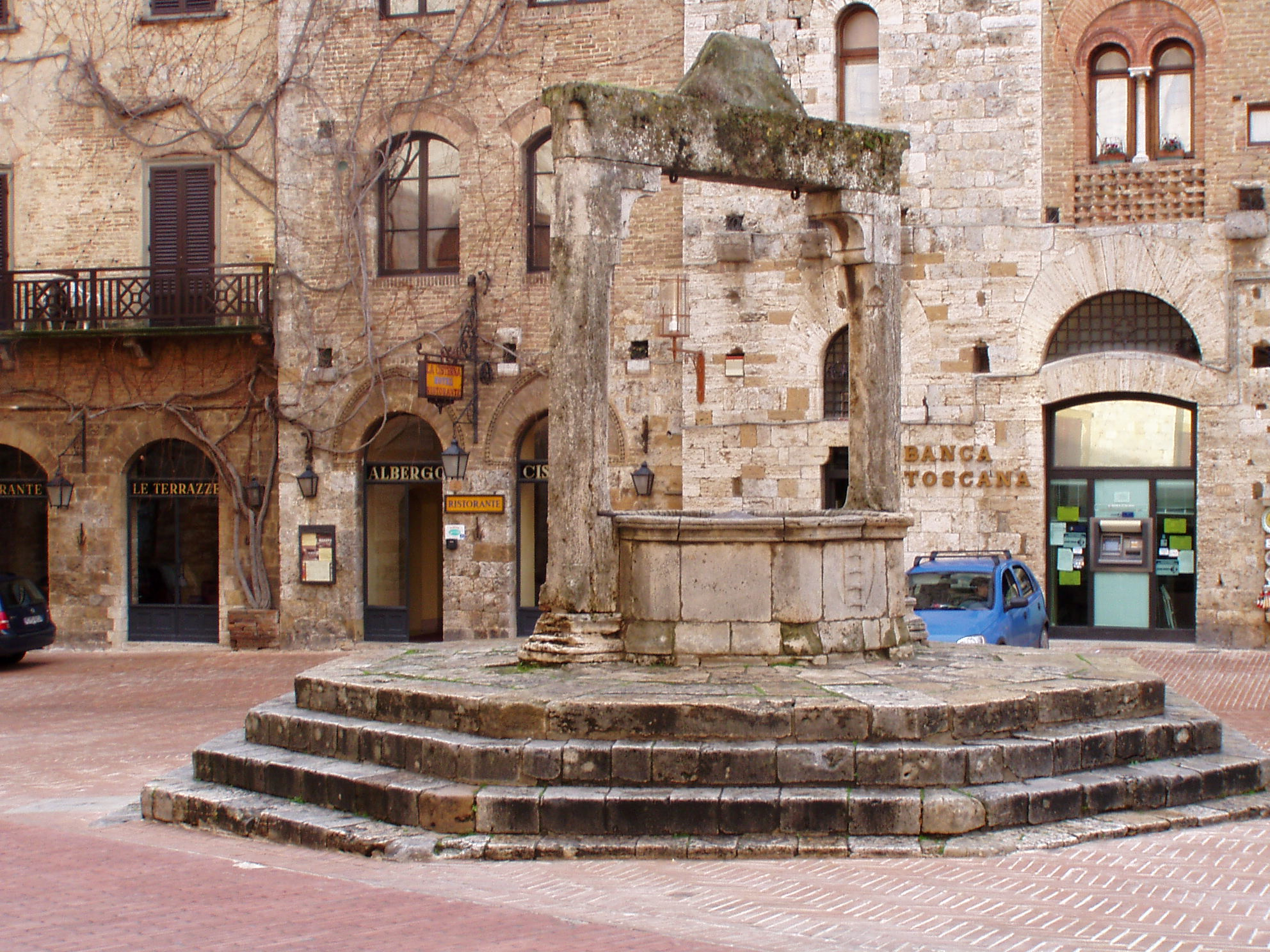
Una plaza de San Gimignano.

Vernaccia di San Gimignano es un vino blanco italiano elaborado con uva Vernaccia, cultivado y producido cerca del pueblo de San Gimignano, en la región de la Toscana, en la provincia de Siena. El vino ha sido producido en esta zona de Italia desde cientos de años atrás, tal vez se podría rastrear su origen a épocas tan tempranas como a la de los antiguos Etruscos. 
Desde la época del Renacimiento ha sido considerado uno de los vinos blancos más finos de Italia. 
En 1966 fue acreditado con el estatus de DOC (Denominazione di origine controllata) y fue el primer vino italiano en lograr esta distinción. Esto significa que el nombre de Vernaccia sólo pueden llevarlo los vinos blancos que son cultivados y producidos en la región de San Gimignano. En 1993 se le otorgó la designación DOCG (Denominazione di origine controllata e garantita). A nivel internacional, cuenta con registro como denominación de origen, conforme al Sistema de Lisboa, ante la Organización Mundial de la Propiedad Intelectual, desde el 26 de septiembre de 2017.

## El Vernaccia en la literatura
El Vernaccia es mencionada por Dante Alighieri en el canto XXIV del Purgatorio como la bebida que llevó a cometer el pecado capital de la gula al Papa Martín IV. Él solía comer las anguilas del Lago de Bolsena encurtidas en el vino blanco Vernaccia de San Gimignano.
He aquí un fragmento del citado texto de Dante en italiano:

ebbe la Santa Chiesa in le sue braccia:
dal Torso fu, e purga per digiuno
l’anguille di Bolsena e la vernaccia.

Vernaccia también fue elogiado por Francesco Redi en su libro "Baccio in Toscana" (1685)

## Características
La Vernaccia di San Gimignano se caracteriza por su sabor fuertemente seco. Es ideal para acompañar pescados y aves.
Este vino se caracteriza por:
- Color: amarillo paja tenue, con el añejamiento tiene tendencias a tomar color dorado.
- Olor: fino, penetrante, característico, afrutado y floral.
- Sabor: seco, fresco, de buen cuerpo, de buena consistencia, armonioso, con característico retrogusto amarognolo.